# Thalia densibracteata
Thalia densibracteata är en strimbladsväxtart som beskrevs av Otto Georg Petersen. Thalia densibracteata ingår i släktet Thalia och familjen strimbladsväxter. Inga underarter finns listade.